# Gort
Gort (iriska: An Gort) är en ort i republiken Irland.   Den ligger i grevskapet County Galway och provinsen Connacht, i den centrala delen av landet, 170 km väster om huvudstaden Dublin. Gort ligger 23 meter över havet och antalet invånare är 2 644.
Terrängen runt Gort är huvudsakligen platt, men österut är den kuperad.Runt Gort är det glesbefolkat, med 9 invånare per kvadratkilometer. Gort är det största samhället i trakten. Trakten runt Gort består i huvudsak av gräsmarker.